# Roque Ferreira
Roque Augusto Ferreira, mais conhecido como Roque Ferreira (Nazaré das Farinhas, 12 de março de 1947) é um cantor e compositor brasileiro. Compôs Samba pras moças, sucesso na voz do cantor Zeca Pagodinho. Entre suas músicas mais conhecidas, Laranjeira foi gravada recentemente por Roberta Sá.

## Discografia
- 2000 - Humanenochum
- 2004 - Tem samba no mar
- 2004 - Vozes da Purificação (participação)
- 2015 - Terreiros